# Masái Mara
Masái Mara (o Massai Mara o Maasai Mara) es una reserva natural nacional situada al sudoeste de Kenia, en el condado de Narok. Forma parte de la región del Serengueti y es en realidad una continuación del parque nacional del Serengueti. Se llama así porque la tribu masái habita dicha zona y por el río Mara que lo cruza. Es famoso por su fauna excepcional.

## Características
Ocupa un área de 1510 km² en la zona del Gran Valle del Rift. Su superficie se redujo de 1672 km² que tenía en 1984. 
Comprende tres secciones: el Triángulo de Mara, Musiara (donde está el Pantano de Musiara), y Sekenani.
La mayor parte del territorio es sabana salpicada por las distintivas acacias. La fauna tiende a concentrarse en la zona occidental del valle, ya que el acceso al agua es más fácil. La frontera oriental del parque dista unos 224 km de Nairobi.

## Fauna

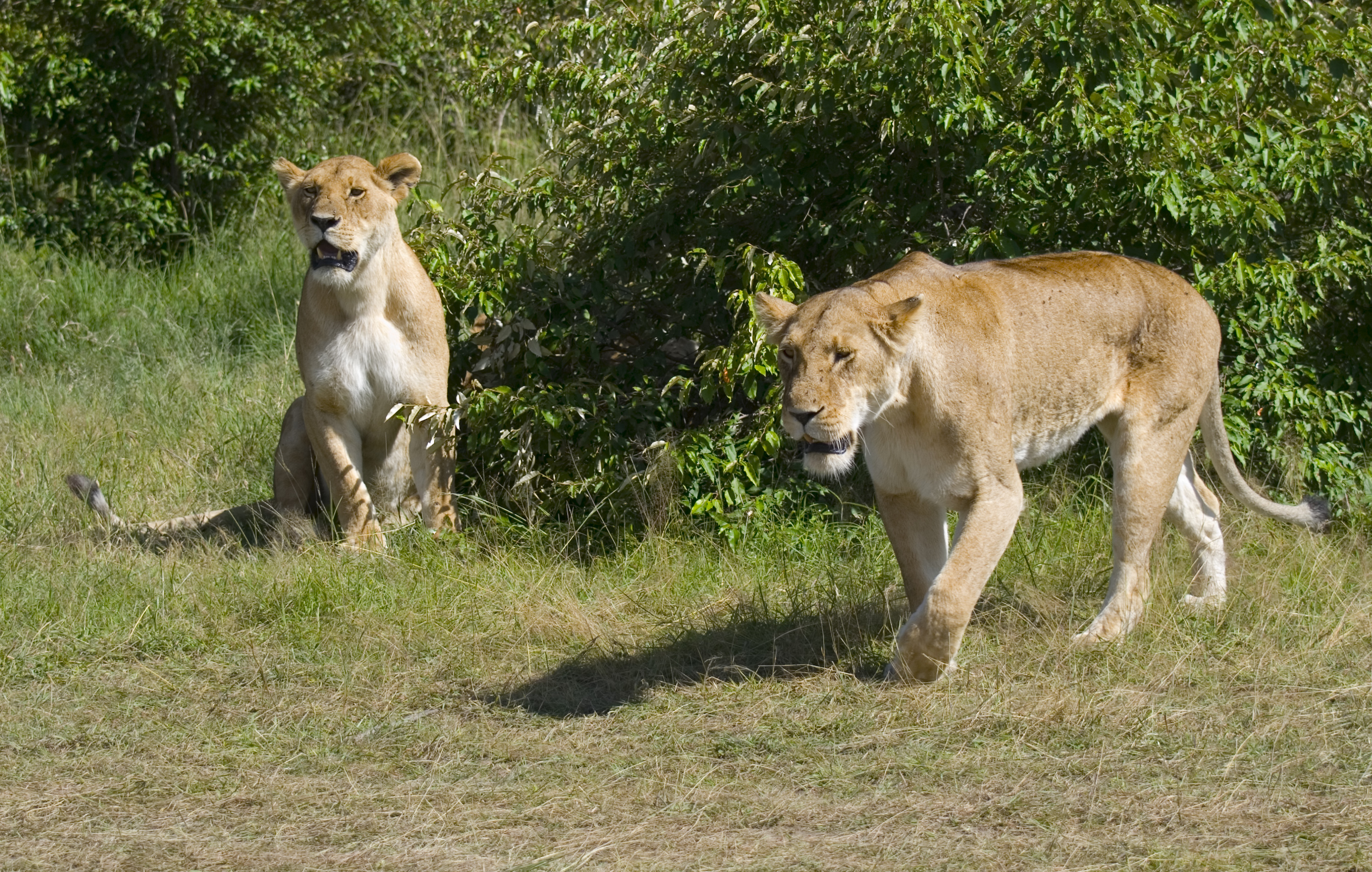
Leones en Masái Mara, Kenia.

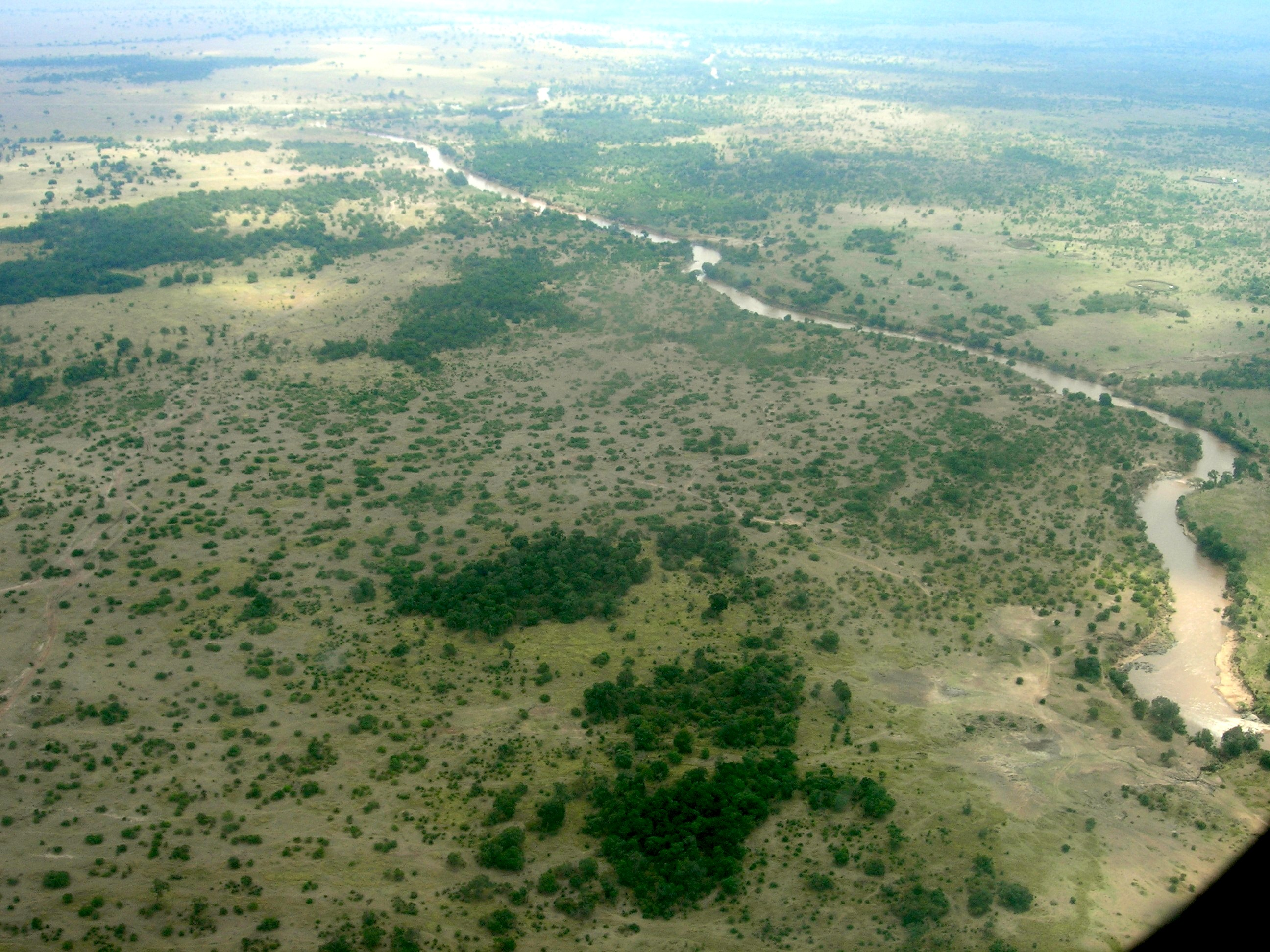
Vista aérea del río Mara que cruza el parque nacional.

El Masái Mara es famoso por su población de leones y por ser el hogar de especies amenazadas tales como el rinoceronte negro, el hipopótamo que se encuentra en los ríos Mara y Talek, y el guepardo, habiéndose reducido notablemente el número de ejemplares de este último. Otro carnívoro que puede ser encontrado en gran número es la hiena manchada.
Todos los "Cinco Grandes" (león, leopardo, elefante africano, búfalo africano, y rinoceronte negro) habitan en Maasai Mara. La población de rinocerontes negros que había sido relativamente elevada hasta 1960, disminuyó bruscamente en la década de 1970 y comienzos de la década de 1980 a causa de las actividades de cazadores furtivos, llegando a ser de menos de 15 individuos. Hacia 1999 la población se había recuperado de forma lenta hasta un estimado de 23 individuos.
Sin embargo, el verdadero poblador de este parque es el ñu, como ocurre en el Serengueti, ya que su número es estimado en millones. Todos los años, en el mes de julio, estos animales, igual que las cebras, migran desde las planicies del Serengueti en busca de pastos más frescos y regresan en octubre. Especies de ungulados viven en este parque como la gacela de Thomson y la gacela de Grant o el impala, y se encuentran igualmente manadas de jirafas.
El Masái Mara es también el hogar de más de 450 especies de aves.
Está administrado por el gobierno de Kenia, quien administra los recursos derivados del cobro a turistas por ingresar a la reserva. El Masái Mara cuenta igualmente con unidades contra la caza furtiva, situadas fuera de las zonas frecuentadas por los turistas.
Los principales habitantes de esta comarca son los miembros de la comunidad masái (maasai), un pueblo ancestral que ha mantenido sus costumbres y tradiciones en plena sabana africana.